# The Heenan Family
The Heenan Family was een stable van heel-worstelaars in het professioneel worstelen gemanaged door Bobby "The Brain" Heenan. Heenan managede worstelaars onder de naam Heenan Family in de American Wrestling Association (AWA), de National Wrestling Alliance's Georgia Championship Wrestling en het World Wrestling Federation (WWF). De term "stable" verwijst naar een groep worstelaars in een lopende alliantie, vaak onder een manager.

## Leden

### AWA-leden
- Nick Bockwinkel
- Ray Stevens
- Angelo Poffo
- Bobby Duncum Sr.
- Blackjack Lanza
- Blackjack Mulligan
- Ken Patera

### NWA Georgia-leden
- Blackjack Lanza
- Masked Superstar
- "Killer" Karl Kox
- Professor Toru Tanaka
- "Big Cat" Ernie Ladd

### WWF-leden
- Adrian Adonis
- The Missing Link
- Ken Patera
- Big John Studd
- King Kong Bundy
- Paul Orndorff
- Harley Race
- High Chief Sivi Afi
- André the Giant
- Rick Rude
- Hercules Hernandez
- The Barbarian
- Haku
- Tama
- Don Muraco (Voor één nacht vs. Hulk Hogan voor het WWF Wereldtitel)
- "Mr. Perfect" Curt Hennig
- "The Red Rooster" Terry Taylor
- The Brooklyn Brawler
- The Brain Busters (Arn Anderson en Tully Blanchard)

## Kampioenschappen en prestaties
- American Wrestling Association
  - AWA World Heavyweight Championship (4 keer) – Nick Bockwinkel
  - AWA International Heavyweight Championship (2 keer) – Ken Patera
  - AWA Southern Heavyweight Championship (1 keer) – Nick Bockwinkel
  - AWA World Tag Team Championship (6 keer) – 4x Nick Bockwinkel en Ray Stevens, 1x The Blackjacks en 1x Bobby Duncum Sr. en Blackjack Lanza
- Georgia Championship Wrestling
  - NWA Georgia Heavyweight Championship (5 keer) – 4x Masked Superstar en 1x Killer Karl Kox
  - NWA Georgia Tag Team Championship (2 keer) – 1x Professor Toru Tanaka & Mr. Fuji en 1x Professor Toru Tanaka & Assassin #2
  - NWA National Heavyweight Championship (3 keer) – Masked Superstar
  - NWA National Tag Team Championship (2 keer) – 1x King Kong Bundy & Masked Superstar en 1x Super Destroyer & Masked Superstar
- World Wrestling Federation
  - WWF Championship (3 keer) – 1x André the Giant en 2x Ric Flair (Als adviseur)
  - WWF Intercontinental Championship (3 keer) – 2x "Mr. Perfect" Curt Hennig en 1x Rick Rude
  - WWF World Tag Team Championship (2 keer) – 1x Brain Busters en 1x Colossal Connection
  - King of the Ring (1986) – Harley Race